# Amt Ruhland
Das Amt Ruhland (niedersorbisch Amt Rólany) ist ein 1992 gebildetes Amt im Landkreis Oberspreewald-Lausitz des Landes Brandenburg, in dem sich ursprünglich sechs Gemeinden im damaligen Kreis Senftenberg zu einem Verwaltungsverbund zusammengeschlossen hatten. Eine siebte Gemeinde kam wenig später hinzu. Sitz der Amtsverwaltung ist die Stadt Ruhland. Durch die Eingliederung einer Gemeinde verringerte sich die Zahl der amtsangehörigen Gemeinden wieder auf sechs.

## Geographische Lage
Das Amt liegt im Süden des Landkreises Oberspreewald-Lausitz. Es grenzt im Norden an die Stadt Schwarzheide, im Osten an die Stadt Senftenberg, im Süden an den Freistaat Sachsen, im Westen an das Amt Ortrand und im Nordwesten über eine kurze Distanz an die Stadt Lauchhammer.

## Gemeinden und Ortsteile
Laut seiner Hauptsatzung besteht das Amt aus sechs Gemeinden:
- Grünewald mit dem bewohnten Gemeindeteil Sella
- Guteborn mit dem Wohnplatz Sorgenteich
- Hermsdorf mit dem Ortsteil Jannowitz sowie dem Gemeindeteil Lipsa
- Hohenbocka mit dem Wohnplatz Vorstadt
- Ruhland (Stadt) mit dem bewohnten Gemeindeteil Arnsdorf und den Wohnplätzen Herschenzmühle, Kolonie Schönburgsau, Matzmühle, Neue Sorge und Waldesruh
- Schwarzbach mit dem bewohnten Gemeindeteil Biehlen

## Geschichte
Der Minister des Innern des Landes Brandenburg erteilte zunächst am 5. August 1992 seine Zustimmung zur Bildung des Amtes Ruhland. Als Zeitpunkt des Zustandekommens des Amtes wurde der 20. August 1992 festgelegt. Das Amt hat seinen Sitz in der Stadt Ruhland und bestand zunächst aus sechs Gemeinden im damaligen Kreis Senftenberg:
1. Grünewald
2. Guteborn
3. Hermsdorf
4. Jannowitz
5. Ruhland
6. Schwarzbach

Diese Zustimmung wurde in einer Bekanntmachung des Ministers des Innern des Landes Brandenburg vom 8. Dezember 1992 widerrufen. Als neuen Termin des Zustandekommens des Amtes wurde der 8. Dezember 1992 festgelegt. Der Ort Hohenbocka kam 1993 zum Amt. Zum 31. Dezember 2001 wurde Jannowitz in die Gemeinde Hermsdorf eingegliedert.

## Bevölkerungsentwicklung
| Jahr | Einwohner |
| ---- | --------- |
| 1992 | 7 227     |
| 1995 | 8 285     |
| 2000 | 8 628     |
| 2005 | 8 244     |
| 2010 | 7 725     |
| 2015 | 7 170     |

| Jahr | Einwohner |
| ---- | --------- |
| 2020 | 7 212     |
| 2021 | 7 209     |
| 2022 | 7 205     |
| 2023 | 7 137     |
| 2024 | 7 144     |

Gebietsstand des jeweiligen Jahres, Einwohnerzahl: Stand 31. Dezember, ab 2011 auf Basis des Zensus 2011, ab 2022 auf Basis des Zensus 2022

## Politik

### Amtsdirektor
- 1992–2019: Roland Adler[10]
- seit 2020: Christian Konzack[11]

Konzack wurde am 24. September 2019 durch den Amtsausschuss für acht Jahre gewählt.

### Wappen
Das Wappen wurde am 14. Juli 1994 genehmigt.
Blasonierung: „Durch Wellenschnitt von Silber und Blau schräglinks geteilter Schild, oben drei ungleiche grüne Nadelbäume, unten eine goldene Kirche mit barocker Turmhaube und schwarzen Spitzbogenfenstern.“